# Gävle pastorat
Gävle pastorat var från 2014 till 2021 ett flerförsamlingspastorat i Gästriklands kontrakt i Uppsala stift i Gävle kommun i Gävleborgs län. 2021 slog pastoratets församlingar samman och pastoratet blev då ett enförsamlingspastorat.
Pastoratet bildades 2014 genom sammanläggning av pastoraten:
- Gävle Heliga Trefaldighets pastorat
- Gävle Maria pastorat
- Bomhus pastorat
- Gävle Staffans pastorat

Pastoratet bestod av följande församlingar:
- Gävle Heliga Trefaldighets församling
- Gävle Maria församling
- Bomhus församling
- Gävle Staffans församling

Pastoratskod är 011101.